# Campeonato Panamericano y de Oceanía de Judo de 2022
El XLVII Campeonato Panamericano de Judo se celebró en Lima (Perú) entre el 15 y el 16 de abril de 2022 bajo la organización de la Confederación Panamericana de Judo.
En total se disputaron catorce pruebas diferentes, siete masculinas y siete femeninas.

## Resultados

### Masculino
| Evento  | Oro                              | Plata                           | Bronce                                                                 |
| ------- | -------------------------------- | ------------------------------- | ---------------------------------------------------------------------- |
| –60 kg  | Sebastián Sancho · Costa Rica    | Danny Porte · Cuba              | Joshua Katz · Australia · Bernabé Vergara · Panamá                     |
| –66 kg  | Eric Takabatake · Brasil         | Juan Postigos · Perú            | Willian Lima · Brasil · Ari Berliner · Estados Unidos                  |
| –73 kg  | Dominic Rodriguez Estados Unidos | Alonso Wong · Perú              | Magdiel Estrada · Cuba · Antoine Bouchard · Canadá                     |
| –81 kg  | Guilherme Schimidt · Brasil      | Vinicius Panini · Brasil        | Étienne Briand · Canadá · François Gauthier-Drapeau · Canadá           |
| –90 kg  | Iván Felipe Silva · Cuba         | Marcelo Gomes · Brasil          | John Jayne · Estados Unidos · Robert Florentino · República Dominicana |
| –100 kg | Shady El Nahas · Canadá          | Rafael Buzacarini · Brasil      | Daryl Yamamoto · Perú · Kaihan Takagi · Australia                      |
| +100 kg | Andy Granda · Cuba               | Rafael Carlos da Silva · Brasil | Christian Konoval · Estados Unidos · Francisco Solís · Chile           |

### Femenino
| Evento | Oro                            | Plata                                | Bronce                                                                          |
| ------ | ------------------------------ | ------------------------------------ | ------------------------------------------------------------------------------- |
| –48 kg | Amanda Lima · Brasil           | Mary Dee Vargas · Chile              | Estefanía Soriano · República Dominicana · María Celia Laborde · Estados Unidos |
| –52 kg | Larissa Pimenta · Brasil       | Angelica Delgado Estados Unidos      | Tinka Easton · Australia · Kelly Taylor Deguchi · Canadá                        |
| –57 kg | Jessica Lima · Brasil          | Arnaes Odelín · Cuba                 | Rafaela Silva · Brasil · Mariah Holguin · Estados Unidos                        |
| –63 kg | Katharina Haecker Australia    | Catherine Beauchemin-Pinard · Canadá | Yusmari Reyes · Cuba · Cindy Mera · Colombia                                    |
| –70 kg | Elvismar Rodríguez · Venezuela | Luana Carvalho · Brasil              | Aoife Coughlan · Australia · Maria de Lourdes Portela · Brasil                  |
| –78 kg | Mayra Aguiar · Brasil          | Karen León · Venezuela               | Moira de Villiers · Nueva Zelanda · Eiraima Silvestre · República Dominicana    |
| +78 kg | Beatriz Souza · Brasil         | Yuliana Bolívar · Perú               | Moira Morillo · República Dominicana · Nina Cutro-Kelly · Estados Unidos        |

## Medallero
| Núm. | País                 | Oro | Plata | Bronce | Total |
| ---- | -------------------- | --- | ----- | ------ | ----- |
| 1    | Brasil               | 7   | 5     | 3      | 15    |
| 2    | Cuba                 | 2   | 2     | 2      | 6     |
| 3    | Estados Unidos       | 1   | 1     | 6      | 8     |
| 4    | Canadá               | 1   | 1     | 4      | 6     |
| 5    | Venezuela            | 1   | 1     | 0      | 2     |
| 6    | Australia            | 1   | 0     | 4      | 5     |
| 7    | Costa Rica           | 1   | 0     | 0      | 1     |
| 8    | Perú                 | 0   | 3     | 1      | 4     |
| 9    | Chile                | 0   | 1     | 1      | 2     |
| 10   | República Dominicana | 0   | 0     | 4      | 4     |
| 11   | Colombia             | 0   | 0     | 1      | 1     |
| 11   | Nueva Zelanda        | 0   | 0     | 1      | 1     |
| 11   | Panamá               | 0   | 0     | 1      | 1     |
|      | TOTAL                | 14  | 14    | 28     | 56    |